# Rödkloskorpion
Rödkloskorpion (Pandinus cavimanus) är en skorpionart som namnet antyder kännetecknas av att den har något rödaktig ton på sina klor. Den lever uteslutande i tropiska länder i främst östra Afrika och framförallt Tanzania. Den trivs i mycket hög temperatur och hög luftfuktighet. Runt 75-90% luftfuktighet.

Liksom kejsarskorpionen är denna skorpion vanlig som sällskapsdjur och kan hållas i terrarium med perfekt såväl temperatur som fuktighet samt vissa växter och stenar som förekommer i deras vilda levnadsmiljö i djungeln. 
Födan utgörs för det mesta av insekter som syrsor och gräshoppor. Den tar sällan större byten då giftet ej riktigt räcker till. Giftet är trots storleken för svagt för att döda så små djur som möss och mindre kräldjur.